# Am I Very Wrong?
«Am I Very Wrong?» (en castellano "¿Estoy Tan Equivocado?") es una canción escrita para el álbum conceptual From Genesis to Revelation del grupo de rock progresivo inglés Genesis.
La canción es la número 7 del álbum, a continuación de The Serpent, y retrata las torturas psicológicas tras el ocaso del hombre, como se refleja en las letras:

Am I very wrong (¿Estoy tan equivocado?)
To wander in the fear of a never-ending lie (Al vagar por miedo a una mentira inacabada)

La siguiente línea:

We hope your life will never end (Esperamos que tu vida nunca finalice)

Es parte del estribillo y es recitada como una canción de cumpleaños, siendo una alusión a la Biblia: el hombre pierde la vida eterna cuando es expulsado del Edén.
Am I Very Wrong? está principalmente basada en piano, con guitarra acústica acompañando los coros. Un cuerno francés le agrega un toque extra de color. Probablemente la canción haya sido interpretada en los primeros conciertos de Genesis, pero no existe ninguna otra grabación, excepto por la que se encuentra en este álbum.
- Datos: Q5671430